# Bogstadvannet
Bogstadvannet är en sjö i Norge. 

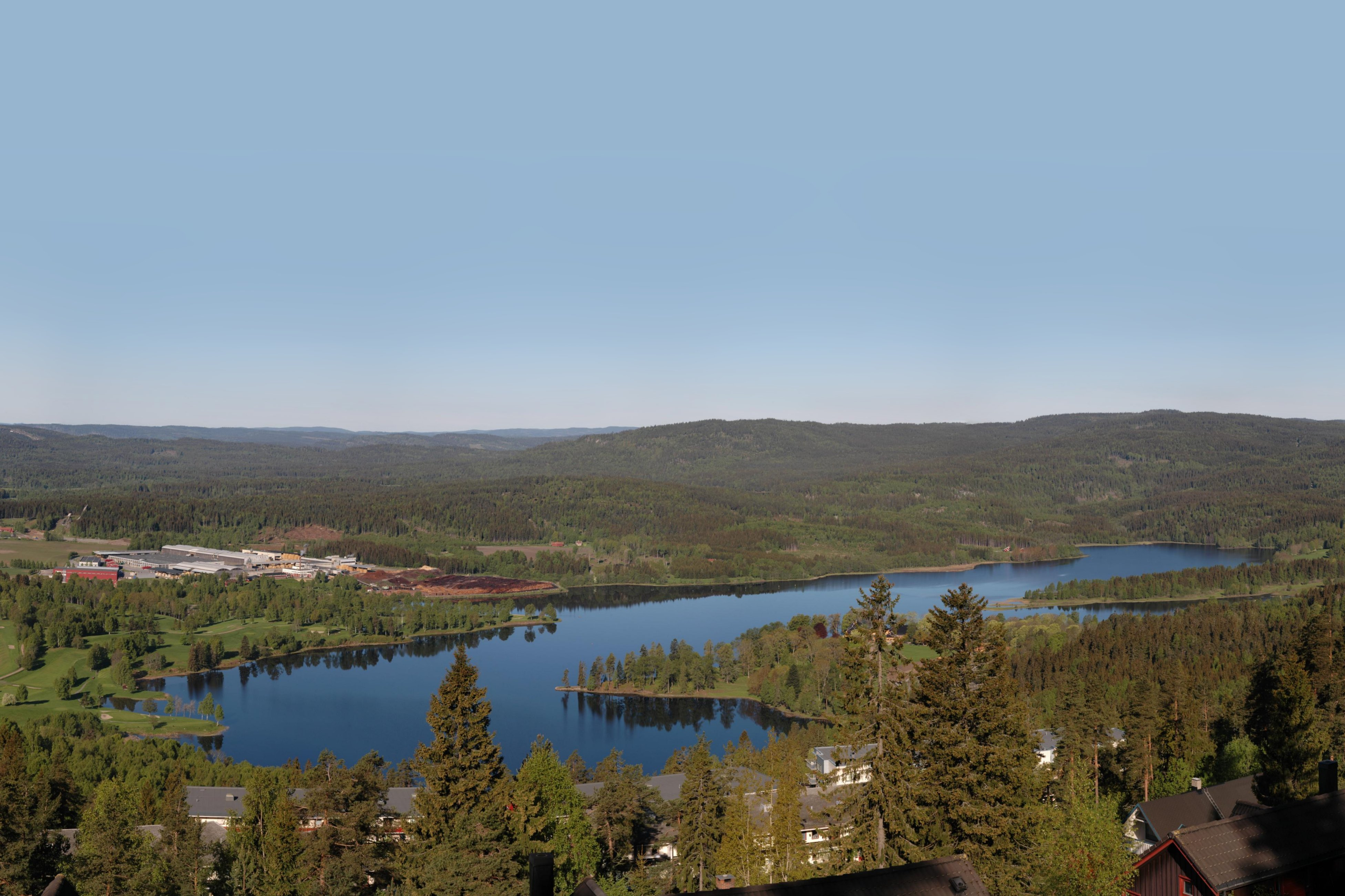
Bogstadvannet 2006

Sjön ligger på gränsen mellan  Bærums och Oslo kommuner. Den ligger 145 meter över havet och har en yta på ca 1 km². Det är utflöde från Bogstadvannet genom Lysakerelva. Det största tillflödet är från Sørkedalselva.
Bogstadvannet är en populär badplats för folk i Osloområdet, med stränder både på Oslosidan (Sørkedalsveien) och på Bærumsidan (Kråka).
Det är också ypperliga skidterräng på Fossum på västsidan. Bogstadvannet har abborre och är en populär fiskesjö både sommar och vinter. Längs sydsidan ligger Oslo Golfklubb från 1924, och längst östsidan finns Bogstad gård med anor från 1300-talet.